# Aleksandr Borisow (aktor)
Aleksandr Fiodorowicz Borisow (ros. Алекса́ндр Фёдорович Бори́сов; ur. 1905, zm. 1982) – radziecki aktor filmowy i teatralny. Zasłużony Artysta RFSRR. Laureat Nagrody Stalinowskiej. Pochowany w Petersburgu na Literatorskich Mostkach.

## Wybrana filmografia
- 1949: Życie dla nauki jako Iwan Pawłow
- 1950: Musorgski jako Modest Musorgski
- 1951: Bieliński jako Aleksandr Hercen

## Nagrody i odznaczenia
- Nagroda Stalinowska
- Ludowy Artysta ZSRR
- Ludowy Artysta RFSRR
- Zasłużony Artysta RFSRR
- Medal Sierp i Młot Bohatera Pracy Socjalistycznej (6 lutego 1981)
- Order Lenina (dwukrotnie, 25 kwietnia 1975 i 6 lutego 1981)
- Order Czerwonego Sztandaru Pracy (18 czerwca 1965)
- Order Znak Honoru (11 marca 1939)

I medale.